# Christian Catholic Apostolic Church in Zion in South Africa
Christian Catholic Apostolic Church in Zion in South Africa är ett kristet trossamfund i södra Afrika, bildat genom amerikansk missionsverksamhet, i början av 1900-talet.
Från sin amerikanska moderkyrka, Christian Catholic Apostolic Church in Zion, övertog man förkunnelsen om helbrägdagörelse, avståndstagandet från tobak, alkohol och fläskkött samt troendedop genom trefaldig nedsänkning och bruket av långa vita prästskrudar.
Detta parades med traditionella afrikanska kulturella uttryck och ledde fram till den våg av framgångsrika sionistkyrkor som sedan dragit fram över södra Afrika.
Den gren av kyrkan som är verksam i Swaziland, är ansluten till den ekumeniska sionistorganisationen League of African Churches.